# Ч/Б
«Ч/Б» — российский художественный фильм 2014 года, комедия о приключениях русского националиста и ставшего его ангелом-хранителем кавказского жулика. В российском прокате фильм стартовал 19 марта 2015 года.
Слоган фильма: «Ангелам закон не писан».

## Сюжет
Наши дни. Опасного авторитета-интеллектуала Алхана одновременно решают ограбить обманутый им Ярослав и мелкий жулик Нурик. По случайности во время их столкновения Нурик погибает, но возвращается в мир с миссией: быть ангелом-хранителем Ярослава. Вот только Ярослав при этом страдает «аллергией на Кавказ». Мистическим образом скованные вместе, эти двое вынуждены искать общий язык и спасаться от жаждущего расправы Алхана с его подручными.

## В ролях
| Актёр               | Роль                          |
| ------------------- | ----------------------------- |
| Алексей Чадов       | Ярослав Коренев               |
| Мераб Нинидзе       | Нурик Магомедов               |
| Сергей Маковецкий   | Алхан                         |
| Гурам Баблишвили    | Элиханов                      |
| Бесо Гатаев         | Гусейн Исмаилов               |
| Кахи Кавсадзе       | дедушка Магомед               |
| Екатерина Редникова | Тамара                        |
| Мария Андреева      | Вика                          |
| Мария Звонарёва     | Галина                        |
| Андрей Руденский    | Глеб, националист             |
| Сергей Годин        | Юра, националист              |
| Руслан Ягудин       | Лёха, националист, друг Ярика |
| Максим Костромыкин  | Стас, националист             |
| Александр Головин   | Вадик, националист            |
| Игорь Жижикин       | начальник РОВД                |
| Сергей Фролов       | Смирнов, лейтенант            |
| Максим Борисов      | Бойко, сержант                |
| Николай Ковбас      | вор-попутчик, отец            |
| Кирилл Ковбас       | вор-попутчик, сын             |
| Максим Коновалов    | водитель грузовика            |
| Омар Алибутаев      | кавказец в электричке         |

## Съёмочная группа
- Режиссёр-постановщик — Евгений Шелякин
- Сценарий — Евгений Шелякин, Андрей Галанов, Елена Галанова
- Оператор-постановщик — Даян Гайткулов
- Композитор — Сергей Шнуров, Ефим Чупахин и NEOPOLEON